# Condado de Pierce (Washington)
O Condado de Pierce (em inglês:  Pierce County) é um dos 39 condados do estado americano de Washington. A sede e maior cidade do condado é Tacoma.
O condado possui uma área de 4 679 km², dos quais 4 324 km² estão cobertos por terra e 355 km² por água, uma população de 795 225 habitantes, e uma densidade populacional de 183,9 hab/km² (segundo o censo nacional de 2010). É o segundo condado mais populoso de Washington.